# Real Tapia Club de Fútbol
El Real Tapia Club de Fútbol es un club de fútbol de España, de la localidad de Tapia de Casariego, en Asturias. Fue fundado en 1978 y juega en la Tercera Asturfútbol de Asturias.

## Antecedentes del fútbol en Tapia
El primer Real Tapia Club de Fútbol fue fundado en el año 1947 por iniciativa de varios vecinos de Tapia de Casariego que querían poder participar con un equipo en la Copa de Occidente, un campeonato de carácter comarcal que se disputaba en el occidente de Asturias. La constitución oficial del club tuvo lugar el 15 de noviembre del mencionado año, siendo su primer presidente Moisés Balabasquer López. Al constituirse la entidad se eligieron como colores de su uniforme el azul y el blanco. El primer partido oficial del Real Tapia se disputó el 15 de marzo de 1948 en la Copa de Occidente. Tras seis años participando en diversos torneos, en 1954 causó baja como afiliado a la Federación Asturiana por falta de actividades deportivas y durante cinco años, hasta 1959, el club no participó en ninguna competición oficial.
En su regreso a la competición, el Real Tapia participó en el Torneo Federación del Occidente en diferentes ocasiones, proclamándose campeón de la misma en 1961 y 1962, y alcanzando el subcampeonato en 1960. En 1962 recibió el premio a la deportividad, distinción que fue recompensada con un balón reglamentario de fútbol. Sin embargo, en el año 1966 el club dejó de participar nuevamente en competiciones oficiales.

## Historia del club
El 3 de noviembre de 1978 varios aficionados aprobaron unos nuevos estatutos con la intención de revivir el fútbol en la localidad, impulsando así la creación de un club que pudiera volver a las competiciones oficiales de la federación territorial. El primer éxito se recogió en esa misma temporada 1978-79, en la que el Real Tapia ganó el título de campeón del Torneo Federación del Occidente de Asturias. En la temporada 1980-81 comenzó a participar, además, en la liga regular. La temporada 1986-87 supuso el primer ascenso de categoría del Real Tapia quien, tras quedar segundo clasificado en su grupo de la Segunda Regional, fue ascendido a Primera Regional tras renunciar a su plaza el Boal Club de Fútbol, quien había quedado campeón del grupo. Su primera temporada en Primera Regional (1987-88) la culminó con éxito, al finalizar la competición con un nuevo ascenso de categoría, a la Regional Preferente como segundo clasificado. El equipo logró mantener la categoría durante seis años, hasta la temporada 1993-94, que finalizó con su descenso a Primera Regional.
En la campaña 1994-95, un año después de su descenso, el Real Tapia finalizó como campeón de la categoría por primera vez en su historia, lo que supuso su regreso a Regional Preferente, donde se mantuvo cuatro temporadas, antes de sufrir un nuevo descenso a Primera Regional. No recuperó la categoría hasta la temporada 2001-02, en la que se proclamó subcampeón de Primera Regional. Tras tres años en Regional Preferente, la temporada 2004-05 el Real Tapia logró por primera vez en su historia el ascenso a la Tercera División, la categoría de mayor nivel a la que ha conseguido acceder el club en toda su historia. La temporada 2005-06, finalizaría con el descenso del equipo de nuevo a Regional Preferente. El Real Tapia recuperaría la categoría al año siguiente.
En la temporada 2012-13 el Real Tapia vuelve a la Tercera División debido al ascenso por vía administrativa del Real Avilés C. F. Descendería la siguiente temporada y se ha mantenido desde entonces en categorías regionales.

## Presidentes
- 1947-48: Moisés Balabasquer López
- 1948-51: Julio Fernández García
- 1951-59: Camilo López Tobalina
- 1959-?: Manuel Alonso Cuevas
- 19??-?: Venancio Ferreiría
- 19??-?: Julio César López Rodríguez
- 19??-?: José Ignacio Perillán Sarandeses
- 1978-83: Alfonso Rodríguez Méndez
- 1983: Francisco Rodríguez García
- 1983-91: José Manuel Fraga González
- 1991-93: José María Menéndez Álvarez
- 1993-2006: Manuel Jesús González Díaz
- 2006-2013: Gerardo Palacio Suárez
- ?-2018: Jesús Carbajales Gayol
- 2018-2022: José Luis Terrón
- 2022-: Jesús Fernández Vega

## Uniforme
Para la temporada 2023-24, son uniformados por la firma española Luanvi.
- Uniforme titular: camiseta azul con detalles blancos en mangas y cuello, pantalón blanco y medias azules.
- Uniforme alternativo: camiseta amarilla con detalles negros  mangas y cuello, pantalón negro y medias amarillas.

## Escudo
El escudo del Real Tapia muestra la silueta de un ancla, en alusión al carácter marinero de la localidad a la que pertenece, sobre un fondo mitad blanco mitad azul, (colores que adoptó la bandera de Tapia de Casariego). En su parte superior se puede leer la leyenda Real Tapia C. F.. El escudo está coronado, haciendo referencia a su título de Real.[cita requerida]

## Estadio
El estadio principal del Real Tapia es el campo de La Xungueira, con una capacidad aproximada de 1000 espectadores, donde juega sus partidos el primer equipo. Es de hierba natural y unas medidas de 98 x 63 m.
El club construyó un segundo campo, el campo Príncipe de Asturias, situado en El Viso, para entrenamientos y partidos de sus categorías inferiores. Ese campo dejó de utilizarse, pasando a ocupar en su lugar el campo de As Aguaceiras, en Salave, que se encuentra en proceso de remodelación y mejora para albergar a estos equipos. Este terreno de juego es de hierba natural y cuenta con unas dimensiones de 90 x 62 m.

### Trayectoria en competiciones nacionales
- Temporadas en Primera División: 0
- Temporadas en Segunda División: 0
- Temporadas en Primera Federación: 0
- Temporadas en Segunda Federación: 0
- Temporadas en Tercera: 4
- Participaciones en Copa del Rey: 0

## Trayectoria
| Temporada | Nivel | Categoría           | Puesto | Copa del Rey |
| --------- | ----- | ------------------- | ------ | ------------ |
| 1980-81   | 7     | 2.ª Regional        | 4.º    |              |
| 1981-82   | 7     | 2.ª Regional        | 8.º    |              |
| 1982-83   | 7     | 2.ª Regional        | 5.º    |              |
| 1983-84   | 7     | 2.ª Regional        | 4.º    |              |
| 1984-85   | 7     | 2.ª Regional        | 2.º    |              |
| 1985-86   | 7     | 2.ª Regional        | 2.º    |              |
| 1986-87   | 7     | 2.ª Regional        | 1.º    |              |
| 1987-88   | 6     | 1.ª Regional        | 2.º    |              |
| 1988-89   | 5     | Regional Preferente | 13.º   |              |
| 1989-90   | 5     | Regional Preferente | 14.º   |              |
| 1990-91   | 5     | Regional Preferente | 15.º   |              |
| 1991-92   | 5     | Regional Preferente | 10.º   |              |
| 1992-93   | 5     | Regional Preferente | 18.º   |              |
| 1993-94   | 5     | Regional Preferente | 18.º   |              |
| 1994-95   | 6     | 1.ª Regional        | 1.º    |              |
| 1995-96   | 5     | Regional Preferente | 9.º    |              |
| 1996-97   | 5     | Regional Preferente | 4.º    |              |
| 1997-98   | 5     | Regional Preferente | 10.º   |              |
| 1998-99   | 5     | Regional Preferente | 18.º   |              |
| 1999-2000 | 6     | 1.ª Regional        | 4.º    |              |
| 2000-01   | 6     | 1.ª Regional        | 6.º    |              |
| 2001-02   | 6     | 1.ª Regional        | 3.º    |              |
| 2002-03   | 5     | Regional Preferente | 5.º    |              |
| 2003-04   | 5     | Regional Preferente | 10.º   |              |
| 2004-05   | 5     | Regional Preferente | 1.º    |              |
| 2005-06   | 4     | 3.ª División        | 18.º   |              |
| 2006-07   | 5     | Regional Preferente | 2.º    |              |
| 2007-08   | 4     | 3.ª División        | 18.º   |              |
| 2008-09   | 5     | Regional Preferente | 7.º    |              |
| 2009-10   | 5     | Regional Preferente | 19.º   |              |

| Temporada | Nivel | Categoría           | Puesto           | Copa del Rey |
| --------- | ----- | ------------------- | ---------------- | ------------ |
| 2010-11   | 6     | 1.ª Regional        | 1.º              |              |
| 2011-12   | 5     | Regional Preferente | 5.º              |              |
| 2012-13   | 4     | 3.ª División        | 14.º             |              |
| 2013-14   | 4     | 3.ª División        | 20.º             |              |
| 2014-15   | 5     | Regional Preferente | 17.º             |              |
| 2015-16   | 6     | 1.ª Regional        | 3.º              |              |
| 2016-17   | 6     | 1.ª Regional        | 3.º              |              |
| 2017-18   | 6     | 1.ª Regional        | 4.º              |              |
| 2018-19   | 6     | 1.ª Regional        | 6.º              |              |
| 2019-20   | 6     | 1.ª Regional        | 2.º              |              |
| 2020-21   | 5     | Regional Preferente | 2.º (Subgrupo 3) |              |
| 2021-22   | 6     | Regional Preferente | 8.º (Subgrupo 1) |              |
| 2022-23   | 7     | Segunda RFFPA       | 16.º             |              |
| 2023-24   | 8     | Tercera Asturfútbol | 6.º              |              |
| 2024-25   | 8     | Tercera Asturfútbol |                  |              |

## Palmarés

### Torneos autonómicos
- Regional Preferente (1): 2004-05.
- Subcampeón de Regional Preferente (1): 2006-07.
- Primera Regional (2): 1994-95 y 2010-11.
- Subcampeón de Segunda Regional Preferente (2): 1987-88 y 2019-20.
- Segunda Regional de Asturias (1): 1986-87.
- Subcampeón de Segunda Regional (2): 1984-85 y 1985-86.

## Cantera
El Real Tapia cuenta con equipos de fútbol base que compiten en las siguientes ligas de la Real Federación de Fútbol del Principado de Asturias:
- Juvenil (División de honor Juvenil).
- Cadete (Tercera Cadete).
- Infantil (Tercera Infantil).
- Alevín de fútbol 8 (Segunda Alevín).
- Benjamín (tercera benjamín)
- Escuela de fútbol (Prebenjamín)

## Fútbol femenino
El club contó con un equipo femenino, que disputó la categoría regional intermitentemente.